# مقاطعة تشيليابنسك
أوبلاست تشيليابنسك هي إحدى الكيانات الفدرالية في روسيا. وتحوي المدن والقرى التالية:
آشا،
باكال،
تشيباركول،
تشيليابنسك،
كاراباش،
كارتالي،
كاسلي،
كاتاف-آيفانوفسك،
كوبييسك،
كوركينو،
كيوسا،
كيشتيم،
مغنيتاغورسك،مياس،
مينيار،
نايزبتروفسك،
أوزايورسك،
بلاست،
ساتكا،
سيم،
سنجينسك،
ترويسك،
تريوخغورني،
أوست-كاتاف،
فيرخونيورالسك،
فيرخني أوفالي،
ييمانجيلينسك،
يوريوزان،
يوجنورالسك،
زلاتوست،
أرغاياش، أغابوفكا،
بيردياوش، بوبروفكا، بريدي، برودوكالماك، ييمانزهيلينكا، سيلجابينسك

## أعلام
- ريما بيلونوفا
- إيغون رولايد